# Bad Kids Go to Hell
Bad Kids Go to Hell ist ein US-amerikanischer Thriller aus dem Jahr 2012 des Regisseurs Matthew Spradlin. Er basiert auf der gleichnamigen Graphic Novel. In den Vereinigten Staaten erschien der Film am 27. Oktober 2012 in den Kinos.

## Handlung
Vor acht Stunden stürmte ein SWAT-Team in eine Schulbibliothek, um einen Schüler zu finden, der eine Axt hält. Sechs widerspenstige Vorbereitungsschüler sind gezwungen, am Samstag acht Stunden in der Crestview Academy zu verbringen, wo der Psychologe Dr. Day psychologische Tests an den Schülern durchführt, um ihre Persönlichkeit zu untersuchen und ihr Verhalten auszulösen, wobei jede Sitzung aufgezeichnet wird. Als Schulleiter Nash dem einkommensschwachen Studenten Matt Clark eine Ausweisungserklärung gibt, überredet ihn Matt, sie am Samstag in eine achtstündige Haft umzuwandeln. Matt verbüßt die Haft mit dem ungeschickten Tarek Ahmed, dem Schotten Craig Cook, dem schlauen Goth-Mädchen Veronica Harmon, der zimperlichen und asthmatischen Megan McDurst und dem beliebten Mädchen Tricia Wilkes.
Für ihre Inhaftierung nimmt Dr. Day ihre Telefone weg, schränkt ihre Internetreichweite ein und gibt ihnen den Auftrag, die Geschichte der Schule zu schreiben. Anschließend sperrt er die Schüler allein in die neue Bibliothek der Schule, die vom Hausmeister Max mit Porträts der amerikanischen Ureinwohner und einer Apachenstatue weiter umgebaut wurde. Die Studenten glauben, dass die Bibliothek heimgesucht wird. Sie erkennen, dass sie ein gegenseitig gestörtes Familienleben haben, obwohl sie ihre Unterschiede zueinander haben, die durch frühere Begegnungen ausgelöst wurden, die vor der Kamera aufgezeichnet wurden. Veronica versteckt Megans Inhalator und rahmt Tarek ein, was dazu führt, dass Megan einen Asthmaanfall hat und stirbt.
Aufgrund des eingeschränkten Computerzugriffs auf die Datenbanken der Schule beginnt Veronica mit der Arbeit an ihrem Geschichtsprojekt. Sie erfahren, wie General Andrew Winston Clarke in den 1870er Jahren einem Apachenstamm Land gestohlen hat, das dann von der Stadt Crestview übernommen wurde, um die Schule zu bauen. Die neue Bibliothek wurde auf einem Nachbarland errichtet, das dem kürzlich verstorbenen Apachenältesten Jacob Rainwater gehörte.
Während die Schüler sich gegenseitig streiten, entdecken sie etwas, die es ihnen ermöglicht, zu verschiedenen verschlossenen Räumen zu navigieren. Sie erfahren, dass Matt einen unbekannten kriminellen Hintergrund hat und werden ihm gegenüber misstrauisch. Nachdem Tarek verschwunden ist und sie durch die Öffnung in die Bibliothek zurückkehren, erfahren sie, dass Tricias Mutter der Gouverneur ist, Craigs Vater ein Stadtrat ist und Megans Vater das Grundstück besitzt auf dem die Firma von Tareks Vater die Bibliothek gebaut hat. Zuvor hat das Grundstück Rainwater gehört. Alle haben mit der Schule eine Vereinbarung getroffen, um sicherzustellen, dass ihre verwöhnten Kinder im Gegenzug für das Schenken der Bibliothek garantiert ihren Abschluss machen.
Vor der Schule tobt ein dunkler Sturm, der die Lichter und die Elektronik manipuliert und die Angst der Schüler vor paranormalen Aktivitäten verstärkt. Craig fällt die Stufen in der Bibliothek hinunter und wird von einer seiner Krücken abgesteckt, er stirbt sofort. Nicht lange danach gibt Tricia zu, dass ihre Mutter der Grund war, warum Rainwater sein Haus verloren hat, und Veronica sichert sich auf Craigs Kamera Beweise dafür, dass Tricia, Craig, Megan und Tarek Jacob Rainwater in seinem Haus getötet hatten, um das Eigentum an dem Grundstück zu besitzen. Sie glauben fest an das Paranormale und versuchen, Jakobs Geist zu kontaktieren, damit Tricia einen Waffenstillstand schließen kann, aber der Geist rebelliert und schadet Veronica scheinbar. Der Geist erscheint dann und Tricia benutzt eine Nagelpistole, um aus Angst Selbstmord zu begehen.
Dr. Day taucht auf um seine Allianz mit Veronica zu enthüllen. Die ganze Zeit über haben sie die paranormalen Wahnvorstellungen und emotionalen Ausbrüche aller gemeistert, die durch psychologische Inkblot-Tests ausgelöst wurden, um die Geschichte zu verkaufen und Geld zu verdienen. Tarek wurde von Dr. Day getötet, weil er versucht hatte, durch die Öffnung zu fliehen. Er wurde als Geist benutzt. Bevor Veronica Matt mit der Nagelpistole erschießen kann, tötet Dr. Day sie abrupt mit einer Axt, weil sie ihn vergiftet und früher Durchfall verursacht hat. Matt ist für alle Morde verantwortlich, da eine unerwartete Sprengfalle, an der die Statue beteiligt ist, Dr. Days Kopf durchtrennt und ihn tötet. Ein SWAT-Team stürmt herein und findet Matt mitten im Gemetzel mit einer Axt bewaffnet vor. Matt ist festgenommen und in eine Zwangsjacke gesteckt und geknebelt worden.
Max, der Hausmeister kommt und enthüllt, dass er mit Jacob Rainwater verwandt ist. Im Abspann wird Matt in einem Krankenwagen weggefahren und Tricias Mutter, Tareks Vater und Craigs Vater zahlen Schulleiter Nash aus, um sie von jeglicher Beteiligung an dem Vorfall zu befreien.

## Produktion
Bad Kids Go to Hell wurde von Spiderwood Studios produziert. In der Hauptrolle sind Amanda Alch, Marc Donato, Augie Duke, Roger Edwards, Ali Faulkner und Cameron Deane Stewart.

## Veröffentlichung
Am 27. Oktober 2012 erschien der Film in ausgewählten Kinos und am 7. Dezember 2012 wurde der Film weltweit veröffentlicht.

## Kritik
Der Film bekam mit 44 % der neun Kritiker und von den Benutzern bekam der Film 35 % auf Rotten Tomatoes keine guten Bewertungen und erhielt auf IMDb einen Score von 4,5 von 10 möglichen Punkten.

## Fortsetzung
Es erschien eine Fortsetzung mit dem Arbeitstitel Bad Kids Go 2 Hell. Der Name des Films wurde in Bad Kids of Crestview Academy geändert. Der Film wurde am 13. Januar 2017 in den Kinos veröffentlicht. In der Fortsetzung spielen die Schauspieler aus dem vorherigen Film mit, wie Cameron Deane Stewart und Ben Browder. Es spielen auch neue Schauspieler, wie Drake Bell und Sammi Hanratty. Judd Nelson wurde durch Sean Astin ersetzt, der den Headmaster Nash spielt.